# Wackerow & Deter

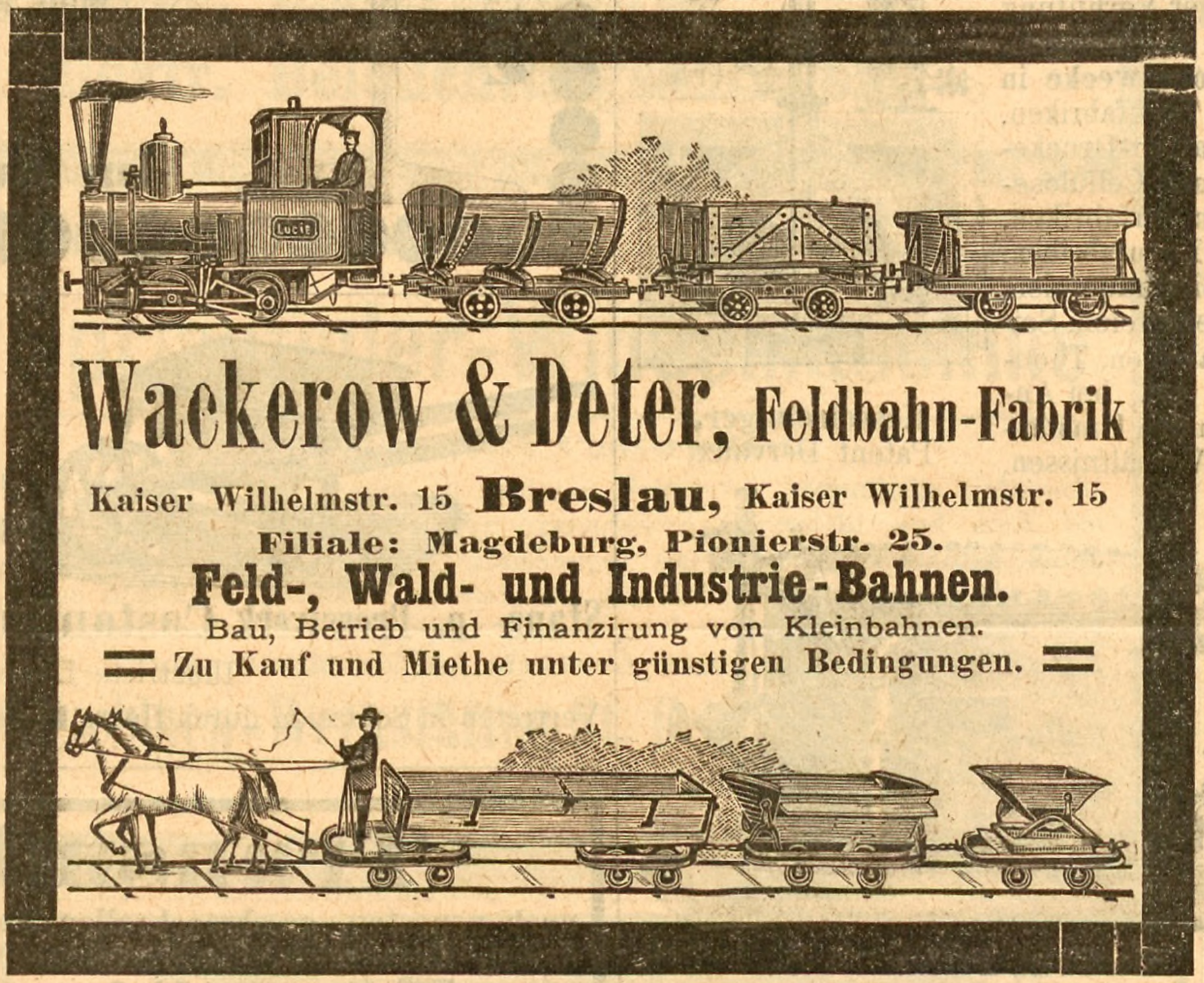
Wackerow & Deter, Feldbahnfabrik, 1. Oktober 1896

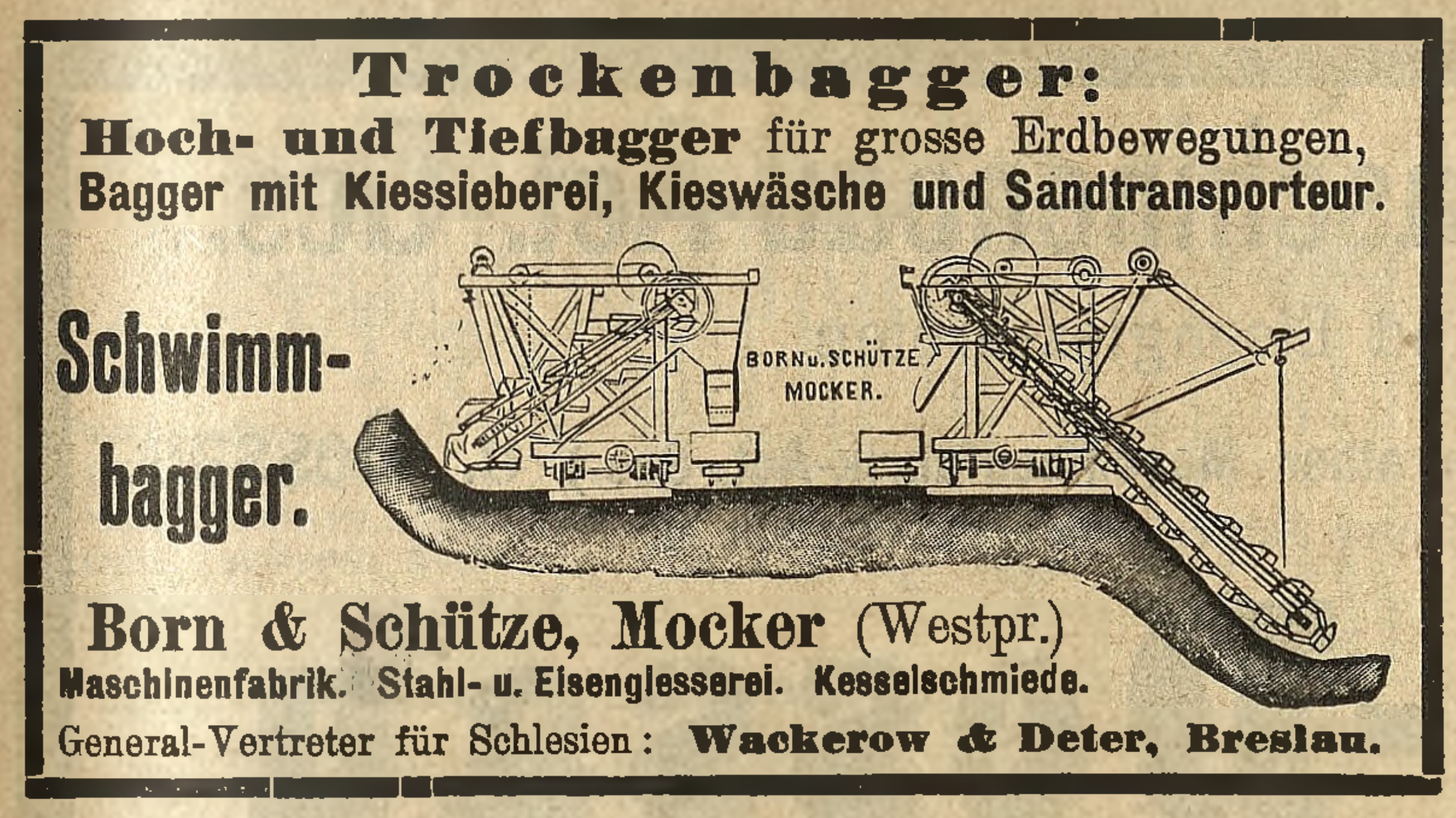
Schwimm- und Trockenbagger, Hoch- und Tiefbagger, Kies- und Sandgewinnung, 1. August 1904

Wackerow & Deter betrieben von 1894 bis 1904 eine Feldbahnfabrik und eine Maschinenhandlung in Breslau mit einer Filiale in Magdeburg. Die Vertriebsabteilungen des Unternehmens wurden von 1905 bis etwa 1926 unter dem Namen Wackerow & Co. weitergeführt.

## Geschichte

### Wackerow & Deter
Richard Wackerow führte spätestens ab September 1894 in der Breslauer Kaiser Wilhelmstraße 38 und spätestens ab August 1895 in der Kaiser Wilhelmstraße 15 (Ecke Sadowastraße) ein Handelsunternehmen, das auf Eisenkonstruktions- und Wellblechbauten, elektrische Beleuchtungsanlagen, Gasmotoren, Dampfmaschinen, Lokomobile, Lokomotiven und Sekundärbahnen spezialisiert war. Er betrieb dort mindestens bis Dezember 1895 die General-Agentur Breslau der Stahlbahnwerke Freudenstein.
Im August 1897 bot Richard Schlesinger als Generalvertreter von Wackerow & Deter 62 Pfennig/m² für die Pacht der Bahnlagerplätze am Kohlenstrang. Im Jahr 1899 errichteten Wackerow & Deter eine Fabrik für Blechgefäße und zur Herstellung eiserner Konstruktionen in der Märkischen Straße von Breslau zwischen den beiden Bahnhöfen. Um 1904 war das Unternehmen die schlesische Generalvertretung für Schwimm- und Trockenbagger, Hoch- und Tiefbagger für große Erdbewegungen, Bagger mit Kiessieben, Kieswäsche und Sandtransporter von Born & Schütze aus Mocker in Westpreußen.
Im August 1904 erlosch die als offene Handelsgesellschaft (OHG) organisierte Firma Wackerow & Deter, Feldbahnfabrik, Maschinen- und Baugeschäft, nachdem sie zuvor liquidiert worden war.

### Wackerow & Co.

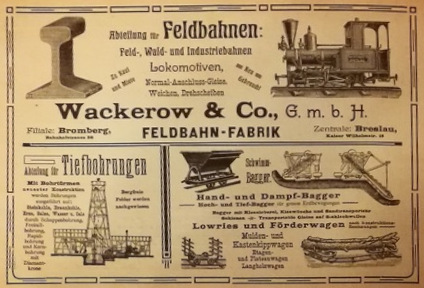
Wackerow & Co., Breslau u. Bromberg: Feldbahnen, Tiefbohrungen, Hand- und Dampf-Bagger sowie Lowries und Förderwagen, um 1907

Unter der Firma Wackerow & Co. GmbH war ein Teil des liquidierten Unternehmens ab 1905 in der Sadowa-Straße aktiv. Das Unternehmen war in zwei Abteilungen aufgegliedert, die in Breslau und Bromberg (Bydgoszcz) sowie ab 1907 in Kattowitz (Katowice) Feldbahnen, Tiefbohrungen, Hand- und Dampf-Bagger sowie Lowries und Förderwagen vertrieben. Der Standort Kattowitz war auf die Projektierung und Lieferung von normalspurigen Anschlussgleisen spezialisiert.
Im Jahr 1910 brachte die Wackerow & Co. AG den Motorpflug oder Automobilpflug System Wackerow auf den Markt. Am 23. Dezember 1912 wurde das auf den Namen des Kaufmanns Richard Wackerow eingetragene mit dem Vordereck-Wohn- und -geschäftshaus bebaute 246 m² große Grundstück in der Kaiser-Wilhelm-Straße 15 durch das königliche Amtsgericht zwangsversteigert. Kurz darauf, veröffentlichte die Wackerow & Co. AG am 15. Januar 1913 in Breslau eine Mitteilung gemäß § 240 Handels-Gesetz-Buch über den Verlust von mehr als der Hälfte des Aktienkapitals.

## Firmengründer
Über die Geschäftsführer und Mitarbeiter des Unternehmens ist wenig überliefert. Der Kaufmann Richard Wackerow schloss sich zur Unternehmensgründung mit Otto Georg Deter zusammen, mit dem er um 1900–1903 Mitglied der Sektion Breslau des Alpenvereins war.
Am 27. März 1902 wurde Richard Wackerow aus Breslau, ohne Auflistung eines Gehalts, in die Liste der Konsularbeamten der Vereinigten Staaten aufgenommen.

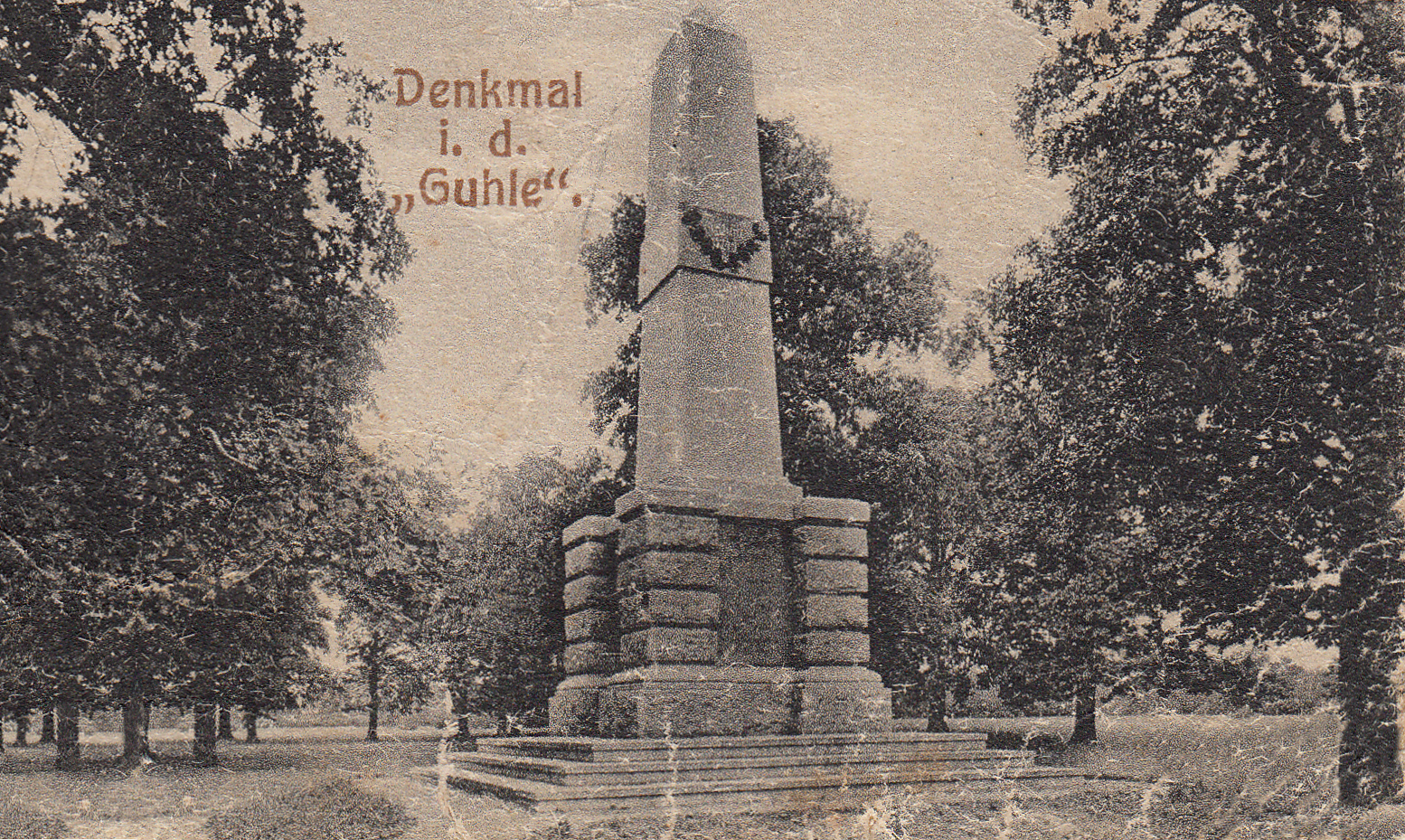
Denkmal i. d. „Guhle“, Günthersdorf

Im Sommer 1910 konstruierte er ein Denkmal zum Gedenken an die Schlacht bei Hohenfriedberg (Dobromierz), das in Güntersdorf (Godzieszówek) aufgestellt wurde. Es war ein etwa 10 Meter hoher Obelisk auf einem Sockel, an dem Gedenktafeln mit den Namen der gefallenen Offiziere angebracht waren. Der Sockel, auf dem er stand, bestand aus drei Stufen. Das Denkmal wurde am 4. Juni 1910 eingeweiht.
Im Februar 1911 trat der Fabrikbesitzer Richard Wackerow von seiner Funktion als Vertrauensmann der Schlesischen Eisen- und Stahl-Berufsgenossenschaft, Sektion I zurück.
Als Konsul stiftete er um 1913 für den Rudersport den Herausforderungspreis für den Schlesischen Provinz-Vierer, der nach dreimaligem Sieg (ohne Reihenfolge) eines Vereins in dessen Besitz überging.

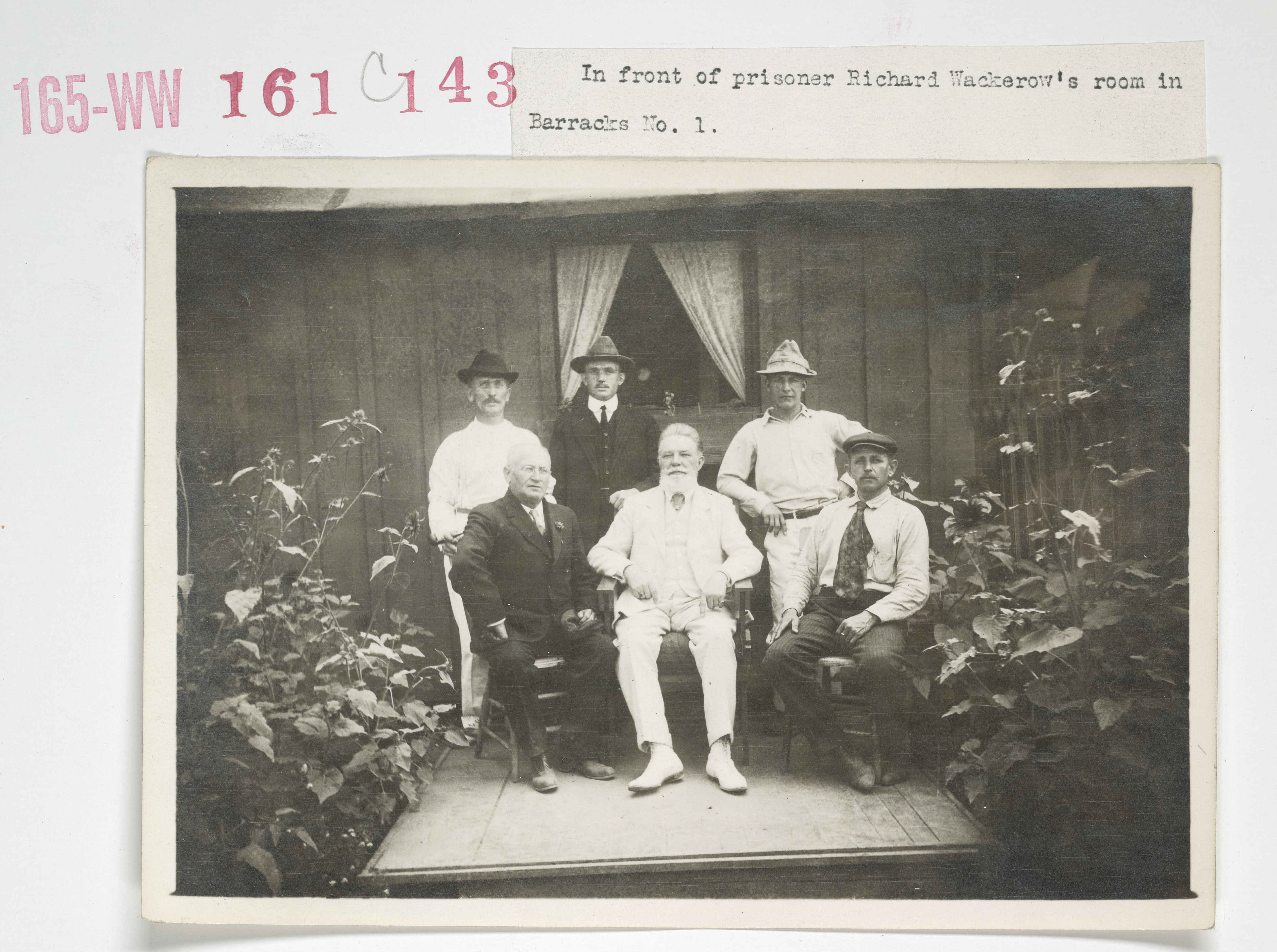
Richard Wackerow, als Kriegsgefangener in den USA

Im Juli 1914 bildeten der Konsul a. D. Richard Wackerow und der Hauptmann a. D. Hans Walter ein Komitee, um ausländische ausgediente Soldaten aller Waffengattungen als Freiwillige für den Kriegsdienst nach Durazzo (Durrës) in Albanien zu entsenden. Ein Foto aus dem Ersten Weltkrieg zeigt ihn und weitere Landsleute 1917/1918 als Kriegsgefangene vor seiner Stube in der Kaserne Nr. 1 des Internierungslagers Fort Douglas in Utah.

## Produkte
- Feld-, Wald- und Industriebahnen zu Kauf und Miete
- Bagger und Baugeräte
- Wellblechbauten[31]
- Tiefbohrungen[Anm. 10][32]
- Straßenwalzen und Zentrifugalpumpen (insbesondere in Bromberg)[33]
- Normalspurige Anschlussgleise (insbesondere in Bromberg und Kattowitz)[15]

## Standorte
- Hauptsitz: 

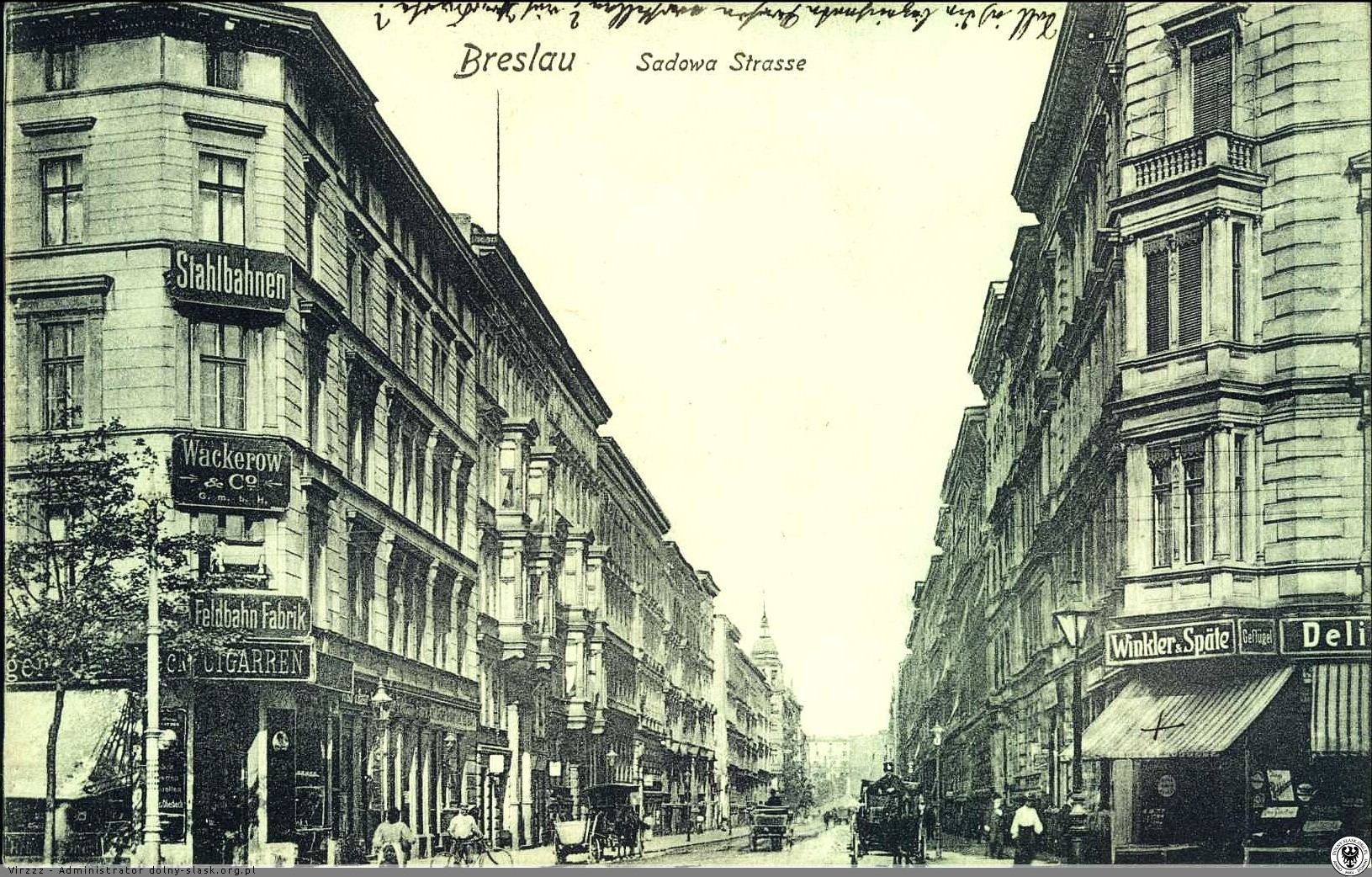
Sadowa Straße in Breslau: Büro der Stahlbahnen- und Feldbahnfabrik Wackerow & Co., 1909

  - Um 1893/1894 Kaiser Wilhelmstraße 38, Breslau[1][35][Anm. 12][36]
  - Ab 1895 Kaiser Wilhelmstraße 15, Breslau (heute Ulica Powstańców Śląskich, Wrocław), Ecke Sadowastraße (heute Ulica Swobodna)[Anm. 13][37][38]
- Filialen: 
  - Magdeburg, Pionierstraße 25
  - Bromberg (Bydgoszcz), Bahnhofstraße 38
  - Kattowitz (Katowice), Bahnhofstr. 15, eröffnet im April 1907[39] mit einem Lager in der Königshütter Chaussee[40]
  - Gleiwitz (Gliwice)[41]
  - Berlin[Anm. 14][42][43]